# Ranvik Island
Ranvik Island (in Australien Torckler Island) ist eine 2,5 km lange Insel vor der Ingrid-Christensen-Küste des ostantarktischen Prinzessin-Elisabeth-Lands. Sie ist die größte Insel im südlichen Teil der Rauer-Inseln und liegt 5 km nordwestlich der Mündung des Browns-Gletschers am nördlichen Ende der Bucht Ranvik.
Norwegische Kartografen kartierten sie anhand von Luftaufnahmen der Lars-Christensen-Expedition 1936/37 und hielten sie irrtümlich für eine mit dem Festland verbundene Landspitze. Sie benannten sie in Anlehnung an die Benennung der gleichnamigen Bucht als Ranviktangen (deutsch Ranvikzunge). Der US-amerikanische Geograph John Hobbie Roscoe (1919–2007) deckte 1952 nach Auswertung von Luftaufnahmen der US-amerikanischen Operation Highjump (1946–1947) auf, dass es sich in Wirklichkeit um eine Insel handelt. Das Advisory Committee on Antarctic Names passte die Benennung 1956 dementsprechend an. Namensgeber der australischen Benennung ist R. Torckler, Funker auf der Davis-Station im Jahr 1959.